# النواصر (تشرافت)
النواصر هي إحدى مشيخات المملكة المغربية، تتبع جغرافيا لإقليم خريبكة وإداريًا لتشرافت. يقدر عدد سكانها بـ 2645 نسمة حسب الإحصاء الرسمي للسكان والسكنى لسنة 2004.